# Schloß Vogelöd (1936)
Schloß Vogelöd ist ein deutsches Filmdrama von 1936 unter der Regie von Max Obal. Die Hauptrollen sind besetzt mit Walter Steinbeck, Carola Höhn, Hans Stüwe und Käthe Haack. Das Drehbuch beruht auf dem gleichnamigen mystischen Kriminalroman von Rudolph Stratz von 1921.
Friedrich Wilhelm Murnau verfilmte den Roman unter demselben Titel bereits 1921.

## Handlung
Baronin Maly von Siebeneich hat sich entschlossen, ihren Geburtstag bei ihren Verwandten auf Schloss Vogelöd zu feiern, um etwas Leben in das alte Gemäuer zu bringen. Marianne von Vogelöd wird ihrer Meinung nach immer trübsinniger, was wohl auch mit dem Verhältnis zu ihrem Mann zu tun hat, der sich Marianne gegenüber meist sehr rücksichtslos zeigt. Als Gäste hat man den alten Sanitätsrat, Malys Vetter Christoff Brauenberg mit seiner Frau sowie einige Nachbarn geladen. Lehrer Salvermoser lässt als Überraschung für das Geburtstagskind die Kinder seiner Klasse einige Verse vortragen.
Als Graf Leopold später am Abend seine Gäste in einem unsauberen Lodenanzug begrüßt, sieht man seiner Frau Marianne an, wie peinlich ihr das ist. Noch schlimmer ist jedoch, dass Leopold auch an diesem Abend nicht davor zurückschreckt, sich der jungen Wally, Tochter seines Wildhüters Matthias, zuzuwenden, was dem ohnehin schon blühendem Klatsch neue Nahrung gibt. Marianne begibt sich daraufhin tief gekränkt und verstört auf ihr Zimmer. Maly folgte ihr, um sie zu trösten. Das Gespräch der beiden Frauen wird jedoch abrupt unterbrochen, als Baron von Safferstätt den Damen meldet, dass Graf Andreas von Vogelöd gerade eingetroffen sei. Marianne ist alarmiert, war sie doch einst mit Andreas verlobt. Wieso ist er gerade heute von seiner Weltreise zurückgekehrt? Maly redet der Gräfin gut zu, Haltung zu bewahren. So begeben sich die Damen wieder zu den Gästen.
Es stellt sich heraus, dass Leopold seinen Bruder bereits darüber informiert hat, dass Marianne nun seine Frau ist. Man sieht dem blendend aussehenden Mann an, dass ihn diese Nachricht schwer getroffen hat. Er lässt anklingen, dass er bereits am nächsten Tag zurück nach Südamerika wolle, sobald er sein Erbteil abgehoben habe. Durch Maly kommt es zu einer Aussprache zwischen Marianne und Andreas, wobei sich herausstellt, dass Andreas immer nur Marianne geliebt hat. Der Brief, den Leopold Marianne seinerzeit vorgelesen hatte und in dem Andreas geschrieben haben soll, dass er sich in eine andere Frau verliebt und diese geheiratet habe, war gefälscht. Erst danach willigte Marianne in eine Ehe mit Leopold ein. Als Andreas die Wahrheit erfährt, ist sein Zorn grenzenlos. Marianne fordert von ihrem Mann, der inzwischen ins Zimmer getreten ist, Rechenschaft über sein Tun. Zwischen den Brüdern fallen schlimme Worte, von Heimzahlen ist die Rede. Jeder rennt zornig in eine andere Richtung. Leopold, der dem Alkohol schon stark zugesprochen hat, nimmt sein Gewehr, um in den Wald zu gehen. Andreas wiederum will, dass Marianne mit ihm kommt. Die junge Frau ist jedoch in einer Zwangslage, da nicht nur sie, sondern auch ihre Mutter finanziell abhängig von Graf Leopold ist.
Leopold kommt die nächsten Stunden nicht nach Hause und dann kommt die Nachricht, dass er wohl auf der Jagd am Moorsee verunglückt und tot sei. Seine Leiche liegt unter dem Eis. Schnell kursiert die Nachricht, dass es kein Unglücksfall gewesen sei, da man nachts einen Schuss gehört hatte. Andreas, der inzwischen mit von Safferstätt bei der Bank war, muss feststellen, dass sein Bruder sein gesamtes Vermögen an sich gebracht hat, sein Vermögensanteil ist aufgebraucht. Da es für die Drohungen, die Andreas gegen Leopold ausgestoßen hatte, etliche Zeugen gibt, wird er wegen Mordverdachts festgenommen. Marianne bricht bei dieser Nachricht zusammen. Von Safferstätt, ein scheinheiliger und aalglatter Mann, der als Vermögensverwalter auf Schloss Vogelöd angestellt ist, macht sich die Gelegenheit zunutze, Marianne zu umgarnen.
Nach einiger Zeit setzt man Andreas wieder auf freien Fuß; er findet Unterschlupf bei Salvermoser. Der Verdacht, der auf ihm ruht, belastet ihn schwer. Dann jedoch tritt eine Wendung ein; die Polizei ist dem Waldhüter Matthias bei ihren weiteren Ermittlungen auf die Spur gekommen, der bei seiner Vernehmung gesteht, dass er den Schuss abgegeben habe, um die Ehre seiner Tochter zu rächen. Mehr als dreißig Jahre habe er dem Grafen treu gedient und dann habe er Schande über seine Tochter gebracht, bricht es aus Matthias heraus. Andreas ist froh, dass der Verdacht des Brudermords von ihm genommen ist.
Der Fall nimmt dann aber erneut eine ganz und gar überraschende Wendung: Nachdem man Leopolds Leiche geborgen hat, hat man in seiner zusammengeballten Faust die Armbanduhr seines wahren Mörders gefunden und außerdem festgestellt, dass er durch einen Schlag auf den Kopf getötet worden ist. Im Nebel hatte Matthias blind auf einen Schatten geschossen, den er für den Grafen hielt, bei dem es sich jedoch um von Safferstätt handelte. Er ist der wahre Mörder des Grafen, und er war es auch, der Andreas’ Vermögensanteil unterschlagen hat.

## Produktion

### Produktionsnotizen
Schloß Vogelöd wurde von Mitte Dezember 1935 bis Mitte Januar 1936 in der Umgebung von München, Hinterbrühl im Isartal sowie rund um Berlin gedreht. Es handelt sich dabei um eine Produktion der Tonlicht-Film GmbH, Peter Ostermayr (Berlin) für die UFA. Ostermayr fungierte auch als Produzent und hatte die künstlerische Oberleitung inne. Die Herstellungsleitung oblag Ernst Krüger und Hans-Herbert Ulrich (Herstellungsgruppe Krüger-Ulrich), die Aufnahmeleitung Günther Grau. Die von Hanns H. Kuhnert entworfenen Filmbauten wurden von Hermann Asmus umgesetzt.
Für Regisseur Obal war dies der letzte abendfüllende Spielfilm.

### Veröffentlichung
Nachdem der Film am 13. März 1936 die Filmzensur passiert und ein Jugendverbot erhalten hatte, kam er in Deutschland am 19. März 1936 zur Uraufführung. In den USA wurde Schloß Vogelöd erstmals am 8. Mai 1936 gezeigt. Am 9. Oktober 1937 wurde er in Slowenien unter dem Titel V zaščiti teme veröffentlicht und am 17. Dezember 1937 in Kroatien unter dem Titel Pod zaštitom tmine.

## Kritik
Das Lexikon des internationalen Films sprach von einem schwachen Remake des gleichnamigen Stummfilms von Murnau und urteilte: „Endloses Gerede im Papierdeutsch von Heftchenromanen; dazu noch hölzern gespielt.“
„Der Roman war ein Erfolg – der Film leider nicht in diesem Maße“, schrieb Karlheinz Wendtland.